# Pembridge

Pembridge is een civil parish in het bestuurlijke gebied Herefordshire, in het Engelse graafschap Herefordshire met 1056 inwoners.